# Святой из Форт-Вашингтона
«Святой из Форта Вашингтон» (англ. The Saint of Fort Washington) — кинофильм, снятый Тимом Хантером и выпущенный на экраны в 1993 году. Главные роли исполнили Дэнни Гловер и Мэтт Диллон. За свою роль Диллон получил награду в номинации «лучший актёр» на Стокгольмском кинофестивале 1993 года.

## Сюжет
Мощная, трогательная драма с великолепной игрой блестящего актёрского дуэта (Гловер-Диллон) рассказывает о трагической жизни бездомных, каждый день борющихся за моральное и физическое выживание на «грязных» улицах Нью-Йорка. Эмоционально неуравновешенный фотограф Мэттью теряет своё жилье из-за сноса дома. Он вынужден ночевать в ночлежке «Форт Вашингтон», где знакомится с чернокожим Джерри, ветераном вьетнамской войны, досконально постигшим науку выживания и берущим Мэтью под свою опеку. Они вместе зарабатывают на жизнь мытьем стекол автомобилей, вырученные деньги начинают копить на аренду квартиры, которую мечтает снять Джерри. Но в ночлежке процветает криминал. Однажды, когда Мэттью остается в «Форте Вашингтон» без Джерри, его убивают ножом в живот и забирают накопленные деньги. Джерри застает своего друга уже мертвым и на его могиле обещает продолжать своё дело (заработать достаточно денег, чтобы начать свой бизнес). Он снова идет на улицу мыть машины, видя перед собой четкую цель.

## В ролях
| Актёр           | Роль        |
| --------------- | ----------- |
| Дэнни Гловер    | Джерри      |
| Мэтт Диллон     | Мэттью      |
| Рик Авилес      | Розарио     |
| Нина Семашко    | Тэмсен      |
| Винг Рэймс      | Малыш Лерой |
| Джо Сенека      | Спитс       |
| Гарри Эллингтон | Артур       |
| Ральф Хьюз      | Джейсон     |
| Бани Тёрпин     | Глория      |
| Рон Брайс       | Цезарь      |